# Азот сечовини крові
Азот сечовини крові, (англ. blood urea nitrogen, абр. BUN) — це клінічний лабораторний показник, який відображає кількість азоту сечовини, що міститься в крові. Сечовина виробляється в печінці у циклі сечовини як продукт розпаду білків. У нормі кров дорослої людини повинна містити від 7 до 18 мг/дл (від 0,388 до 1 ммоль/л) азоту сечовини. Окремі лабораторії можуть мати різні референтні діапазони, оскільки вони можуть використовувати різні методи досліджень. Цей лабораторний показник використовується для виявлення проблем з нирками. Але його інформативність вважається меншою, ніж інформативність показників креатиніну або співвідношення сечовини крові до креатиніну.

## Інтерпретація
Азот сечовини крові є показником здоров'я нирок. Нормальний діапазон становить 2,1–7,1 ммоль/ л або 6–20 мг/ дл.
Основними причинами підвищення рівня азоту сечовини крові є: дієта з високим вмістом білка, зниження швидкості клубочкової фільтрації (ШКФ), що свідчить про ниркову недостатність; зменшення об'єму крові (гіповолемія), застійна серцева недостатність, шлунково-кишкова кровотеча, гарячка, швидке руйнування клітин внаслідок інфекцій, спортивна активність, надмірний розпад м'язів та посилений катаболізм.
Гіпотиреоз може спричиняти як зниження ШКФ, так і гіповолемію, але було виявлено, що співвідношення азоту сечовини до креатиніну знижене при гіпотиреозі та підвищене при гіпертиреозі.
Основними причинами зниження рівня азоту сечовини є недоїдання (дієта з низьким вмістом білка), тяжкі захворювання печінки, анаболічний стан та синдром неадекватної секреції антидіуретичного гормону.

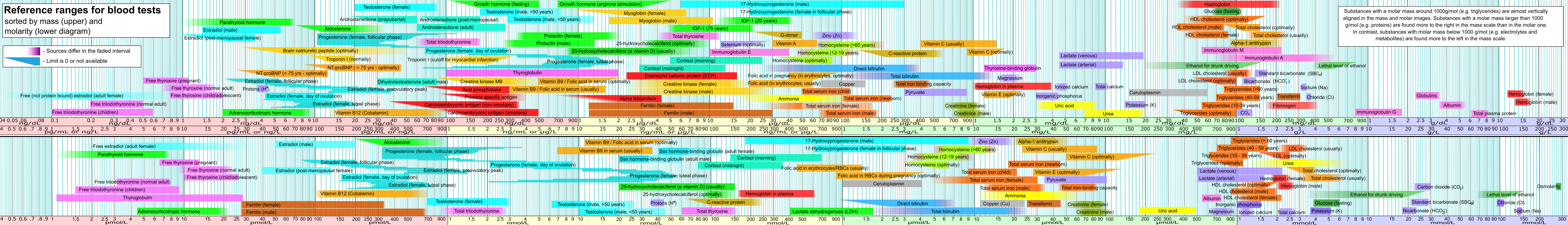
Референтні діапазони для аналізів крові, порівняння азоту сечовини (жовтий колір праворуч) з іншими показниками крові

Ще однією рідкісною причиною зниження рівня азоту сечовини крові є дефіцит орнітинтранскарбамілази, генетичне захворювання, що успадковується за Х-зчепленим рецесивним типом. Ця патологія також супроводжується гіперамоніємією та високим рівнем оротової кислоти.

## Одиниці
У деяких країнах (наприклад, у Сполучених Штатах, Мексиці, Італії, Австрії та Німеччині) рівень азоту сечовини крові зазвичай вимірюється в мг/дл. В інших джерелах концентрацію сечовини вказують в одиницях СІ як ммоль/л.
{\displaystyle BUN_{mg/dL}} представляє масу азоту сечовини в об'ємі, а не в масі всієї сечовини. Кожна молекула сечовини має два атоми азоту, кожен з яких має молярну масу 14 г/моль. Щоб перевести вміст азоту сечовини крові з мг/дл у ммоль/л сечовини використовують формулу:
{\displaystyle Urea_{mmol/L}=BUN_{mmol/L}=BUN_{mg/dL}*{\frac {10_{dL/L}}{14*2}}=BUN_{mg/dL}*0.3571}
Зверніть увагу, що молярні концентрації сечовини та азоту сечовини рівні, оскільки і газоподібний азот, і сечовина мають два атоми азоту.
Щоб перетворити показник азоту сечовини у показник сечовини в мг/дл використовують наступну формулу:
{\displaystyle Urea_{mg/dL}=BUN_{mg/dL}*{\frac {60}{14*2}}=BUN_{mg/dL}*2.14}
Де 60 відображає молекулярну масу сечовини, а 14*2 — молекулярну масу азоту сечовини.